# Now 101台節目列表
now香港台於2008年12月12日啟播起，製作了不少電視節目，其中以清談節目為主，以下是Now香港台曾製作過的節目列表。
2011年2月9日，now 101台啟播，大部分自家製節目將陸續遷往該台繼續播放。

## now香港台
以下只列出於香港台首播的節目，與101台聯播或延後播放均不在此列。
- Home Sweet Home（2008年－2010年製作，由鄭丹瑞主持）
- 星期日大班（2008年－2009年製作，由鄭經翰、袁彌明、李燦榮主持）
- Have a Nice Day（2008年－2010年製作，由林姍姍主持）
- 一個地球（One Life One Earth）（第一至四輯，2008年－2010年製作）
- 8·8水災關愛行動籌款晚會（2009年8月17日播放）
- 快樂的eGG（2009年製作，由鄭丹瑞主持）
- Mini玩一轉（2009年製作，由蔡冕麗主持）
- 風行全世界（第一輯，2010年製作，由杜如風主持）
- Cooking媽嫲（2009年－2010年製作，第一輯由MC Jin及吳日言主持，第二輯由吳嘉龍及 吳日言（初期） → 劉心悠（後期） 主持，第三輯由劉浩龍及朱真真主持）
- Lifetival（2009年－2010年製作，最初由Mandy Lieu、陳采姮、李建誠主持，及後因陳及李先後離開nowTV，改派黃翠如（黃跳槽有線後由駱振偉替代）及黃幗頤主持）
- 貳玲壹玲（2010年製作，由麥玲玲主持）
- 老虎都要 party（2010年製作，由鄭丹瑞、林珊珊、周穎琪、劉碧麗、李建誠、黃翠如、洪永誠、陳采姮、吳日言、吳家龍及嘉賓 麥玲玲參與）
- 福兔臨門（2011年製作，由馬啟仁、黃婉曼、洪永城、黃幗頤、駱振偉、陳炳銓、陳子豐參與）
- now日記
- now周記（由周穎琪主持）
- HBO大賞頭（由杜如風主持）
- HBO Friends（由洪永城主持）
- Let's MOOV（由MOOV演唱會MV台傳送）

## now 101台

### 遊戲節目
- 撳錢（2011年製作，2012年更名為撳快錢）

### 清談節目
- Home Sweet Home（2011年製作，由鄭丹瑞主持）
- 18/22（2012年製作，由陳建州、大牙、Apple主持）

### 旅遊節目
- 日本．不盡的享樂（暫停播放）
- 一個地球（2011年製作）
- 風行全中國（2011年製作，由杜如風主持）
- 阿爾巴尼亞feel so good（2015年製作），由黃心美和陳俞希主持

### 烹飪節目
- 煮角（2011年製作，由張錦祥、徐蒝、劉晉、凌穎詩、馮嘉僑、韋兆嫻主持）
- 食勻全中國（2011年製作，由洪永城主持）

### 生活節目
- Lifetival（2011年製作，由劉碧麗、黃幗頤、駱振偉主持）

### 預告節目
- now周記（2011年製作，由陳子豐、陳炳銓、駱振偉、依雯等主持）

### 已結束播放節目
- 加拿大知食份子（2011年製作，由陳懷玉、莫建暉、陳懷佩、黎建斌、王鎮邦主持）

## 擴充列表
- 外購節目：

- 外購劇集：

## 外部連結
- Now 101台